# Sefidshahr
Sefīdshahr (persiano سفيدشهر) è una città dello shahrestān di Aran-e Bidgol, circoscrizione Centrale, nella provincia di Esfahan. 